# Belairia ternata
Belairia ternata là một loài thực vật có hoa trong họ Đậu. Loài này được Griseb. mô tả khoa học đầu tiên.